# Zarren
Zarren is een landelijk dorp centraal in de Belgische provincie West-Vlaanderen en een deelgemeente van Kortemark. Zarren was een zelfstandige gemeente tot aan de gemeentelijke herindeling van 1971 toen het fuseerde met Werken, beiden werden echter al in 1977 deelgemeenten van Kortemark.

## Geschiedenis
De oudste vermelding dateert uit 1089 als "Villa Sarra". Vermoedelijk is dit afgeleid van het Keltische "Ser", dat "snel stromend" betekent. Het dorp had via de golf van Diksmuide een verbinding met de zee. Deze -nu ingepolderde- verbinding is tegenwoordig bekend als de Vallei van de Handzamevaart.
De kerk was oorspronkelijk een eigenkerk, toebehorend aan een familie van Doornikse kanunniken. In 1112 kwam het patronaatsrecht aan de Sint-Maartensabdij van Doornik.
De heerlijkheid Zarren behoorde tot het Brugse Vrije. In de 13e en 14e eeuw behoorden de heren tot het geslacht van Zarren, en daarna tot het geslacht van Lichtervelde. Zowel omstreeks 1566 als omstreeks 1580 had de kerk te lijden van de beeldenstorm. Eind 16e eeuw was de streek ontvolkt en werd het gebied ten noorden van Zarren om militaire redenen geïnundeerd doordat de sluizen van Nieuwpoort werden geopend. Begin 17e eeuw werd de kerk hersteld, maar hij had van 1645-1658 nog te lijden van Franse troepen. De graancrisis noopte tot het telen van aardappelen, wat vanaf omstreeks 1675 gebeurde als een van de eerste plaatsen in Vlaanderen. Ook tabak, koolzaad en hop werd geteeld. In de 18e eeuw was ook de vlasverwerking van belang met thuisweverijen en -spinnerijen. De crisis in deze nijverheid, in 1840, leidend tot bedelarij, emigratie naar de VS en Canada, en seizoensarbeid in Frankrijk en Wallonië.
In 1860 kwamen de Zusters van Liefde van Heule naar Zarren, om het onderwijs aan meisjes te verzorgen. Later kwam er ook een jongensschool en in 1897 werd een nieuw klooster gebouwd. In 1865 werd de Brouwerij Saint-Louis opgericht. In 1900 richtten de zusters ook het Instituut Sint-Jozef op, een verzorgingstehuis voor ouderen.
Zarren kreeg het zwaar te verduren tijdens de Eerste Wereldoorlog. Vanaf 20 oktober 1914 was Zarren door de Duitsers bezet, waarbij aanzienlijke verwoestingen werden aangericht. In juli 1917, bij de Derde Slag om Ieper, werd het dorp zwaar beschoten. Het centrum werd grotendeels vernietigd en de bevolking werd op 27 juli 1917 geëvacueerd. Op 30 september werd Zarren bevrijd, maar het dorp was geheel ontvolkt en vrijwel geheel vernietigd.
Op 3 september 1944 werden in Zarren na een sabotagedaad 286 Joden bevrijd. Ze werden ondergebracht bij diverse families in Diksmuide, die daarbij groot gevaar liepen en overleefden het einde van de oorlog.
Van belang voor Zarren was de vestiging van de orgelfabriek Loncke, die van 1972-1997 in bedrijf was.
Zarren fusioneerde samen met Werken begin 1971 tot de gemeente Zarren-Werken, maar deze werd begin 1977 opgeheven en beide werden een deelgemeente van Kortemark.

## Demografische ontwikkeling
- Bronnen:NIS, Opm:1831 tot en met 1961=volkstellingen

## Landschap
Het centrum van Zarren ligt op 10 meter hoogte. Het landschap van de deelgemeente kan ruwweg in drie gebieden ingedeeld worden. Het noordelijk deel, waar ook de dorpskern in ligt, ligt in een vlak gebied langs de Handzamevaart en de Zarrebeek. In dit weidegebied liggen broekgebieden, zoals de Betoosterse Broeken, die 's winters soms overstromen. Door het zuidelijk deel van Zarren loopt een heuvelrug, de Midden-West-Vlaamse Heuvelrug, die vanuit Esen zuidoostelijk door Zarren en Staden loopt en daarna naar het zuiden afbuigt naar het West-Vlaams Heuvelland. Hier bevindt zich met 43 meter ook het hoogste punt van Zarren. Tussen beide gebieden ligt een glooiende overgangszone. Hier stromen verschillende beken door, die in de Zarrebeek uitmonden.

## Bezienswaardigheden
- De Sint-Dionysiuskerk

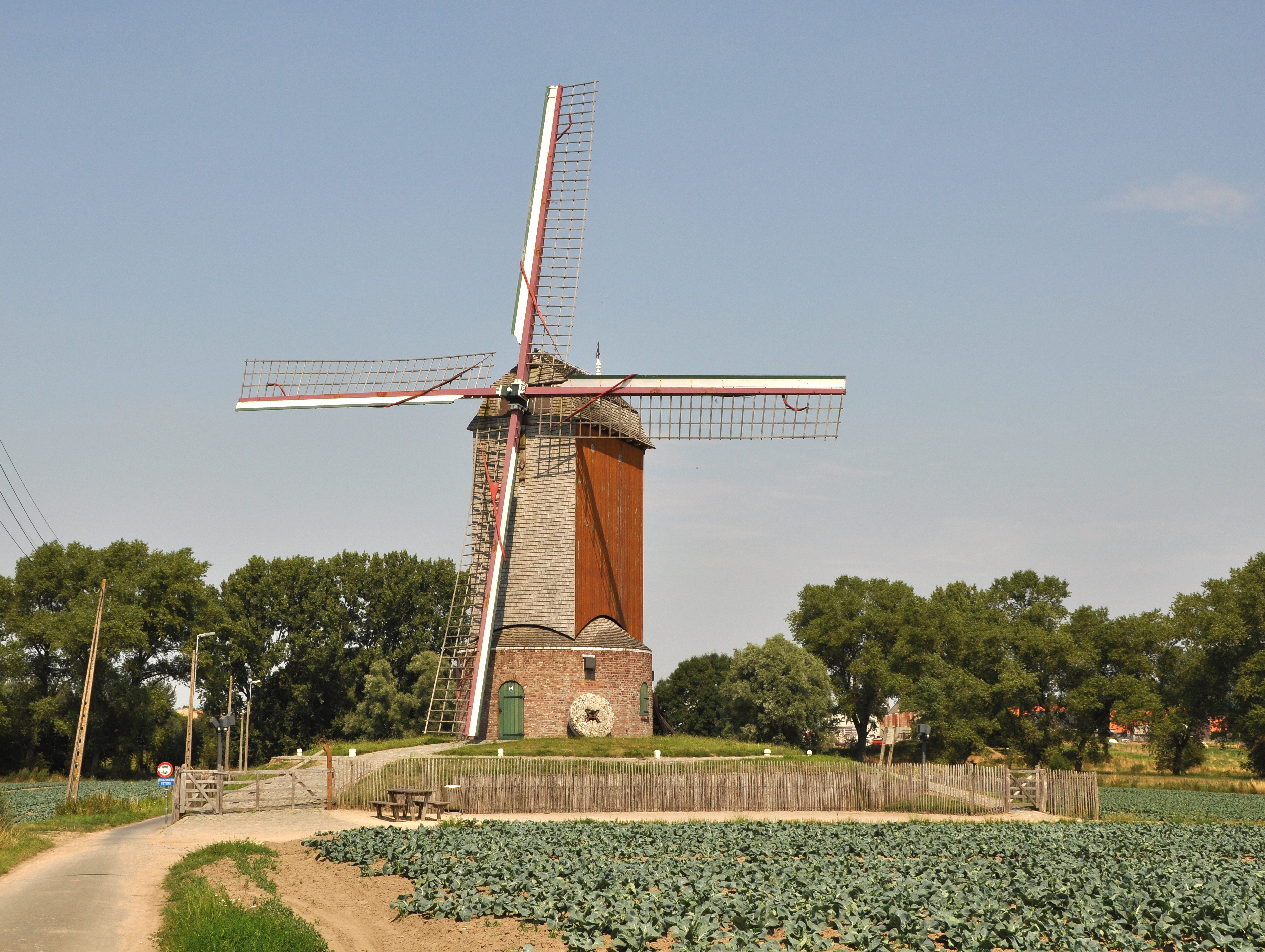
De Wullepitmolen

- De witte- of Couchezmolen is een van de hoogste stenen molens van België.
- De houten Wullepitmolen is de oudste molen van Zarren.

Beide molens zijn gerestaureerd en te bezoeken.

## Bekende personen

### Geboren in Zarren
- Erik Van Biervliet (1938-1996), architect

## Nabijgelegen kernen
Esen, Klerken, Houthulst, Staden, Handzame, Werken